# Helixnevel
De Helixnevel (NGC 7293) is een planetaire nevel in het sterrenbeeld Waterman. Deze planetaire nevel ligt 650 lichtjaar van de Aarde verwijderd en werd in 1824 ontdekt door de Duitse astronoom Karl Ludwig Harding. De helixnevel dankt zijn naam aan het feit dat hij eruitziet alsof men boven op een schroefdraad kijkt.
Met een afstand van 650 lichtjaar is het de meest nabijgelegen bekende planetaire nevel. De Helixnevel beslaat aan de hemel een vrij groot gebied en is bij heldere hemel met een goede verrekijker zichtbaar.

Enkele van de structuren die lijken op kikkervisjes

Met de ruimtetelescoop Hubble werden in de planetaire nevel ongeveer 40.000 structuren gevonden die lijken op kikkervisjes. De kop ervan is minstens tweemaal zo groot als ons zonnestelsel, de staart is minstens 26 keer zo lang (160 miljard km). Ze liggen allen aan de binnenzijde van de ring op miljarden kilometer van de centrale ster.

## Centrale ster

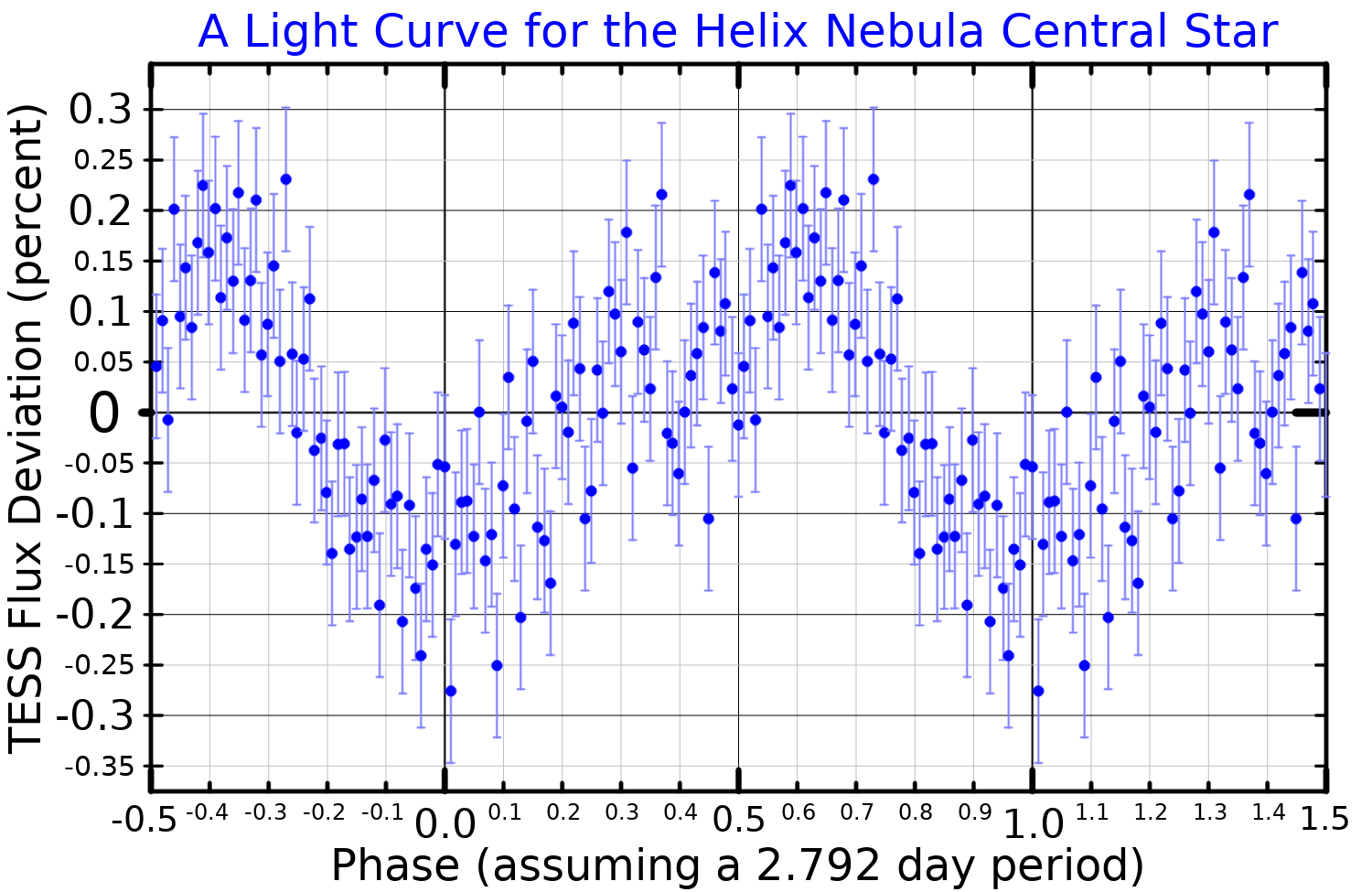
Lichtkromme van de centrale ster

De centrale ster (WD 2226-210, PHL 287, of GJ 9785) is een witte dwerg met spectraalklasse DAO. De ster heeft een visuele magnitude van 13,5 en een effectieve temperatuur van 120.000 K. De oorzaak van de variabiliteit van de ster is nog niet duidelijk. Mogelijk wordt deze veroorzaakt door de aanwezigheid van een planeet. Ook röntgenstraling wijst mogelijk op (resten van) een (andere) planeet.

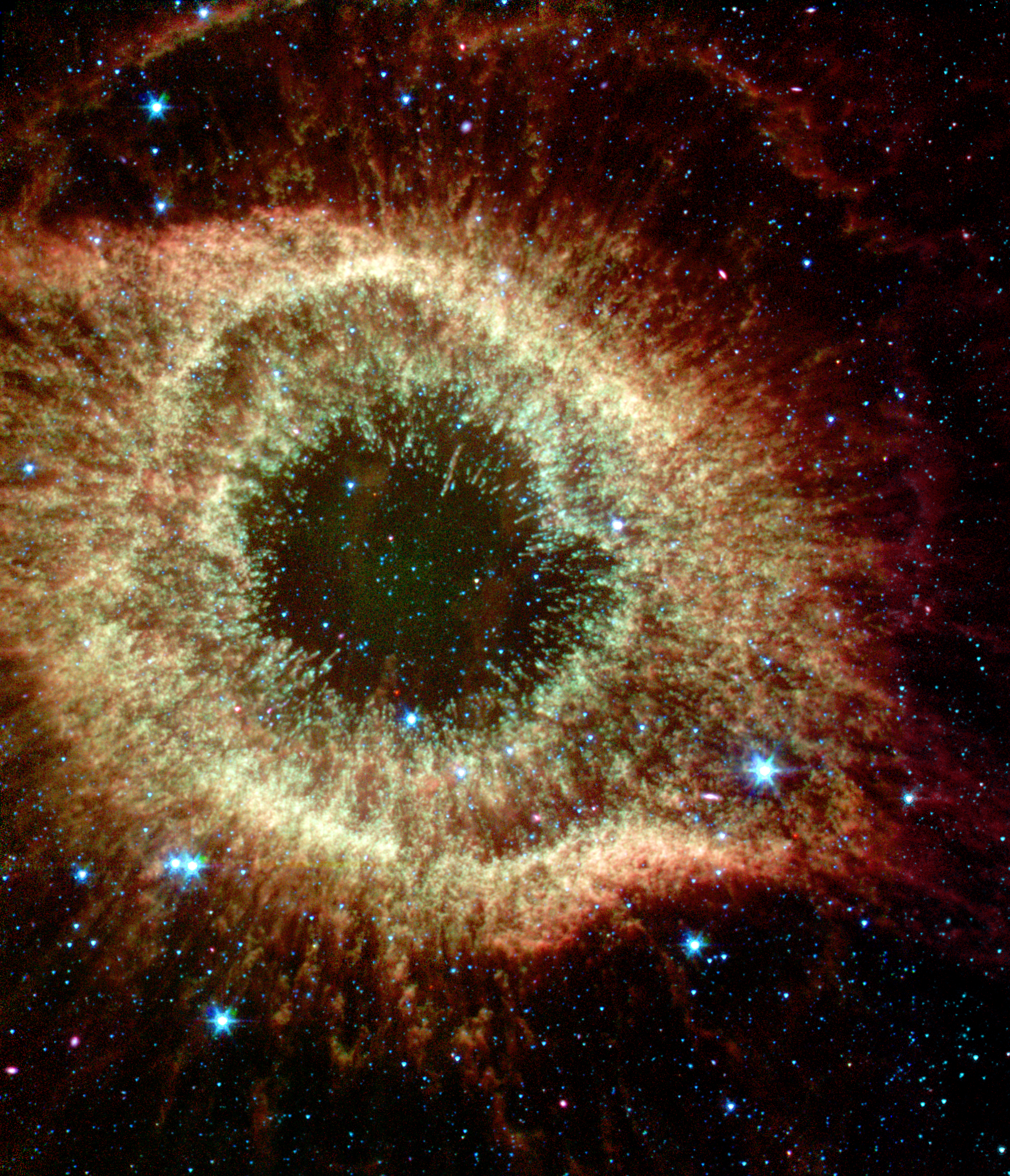
Infraroodafbeelding (Spitzer Space Telescope)
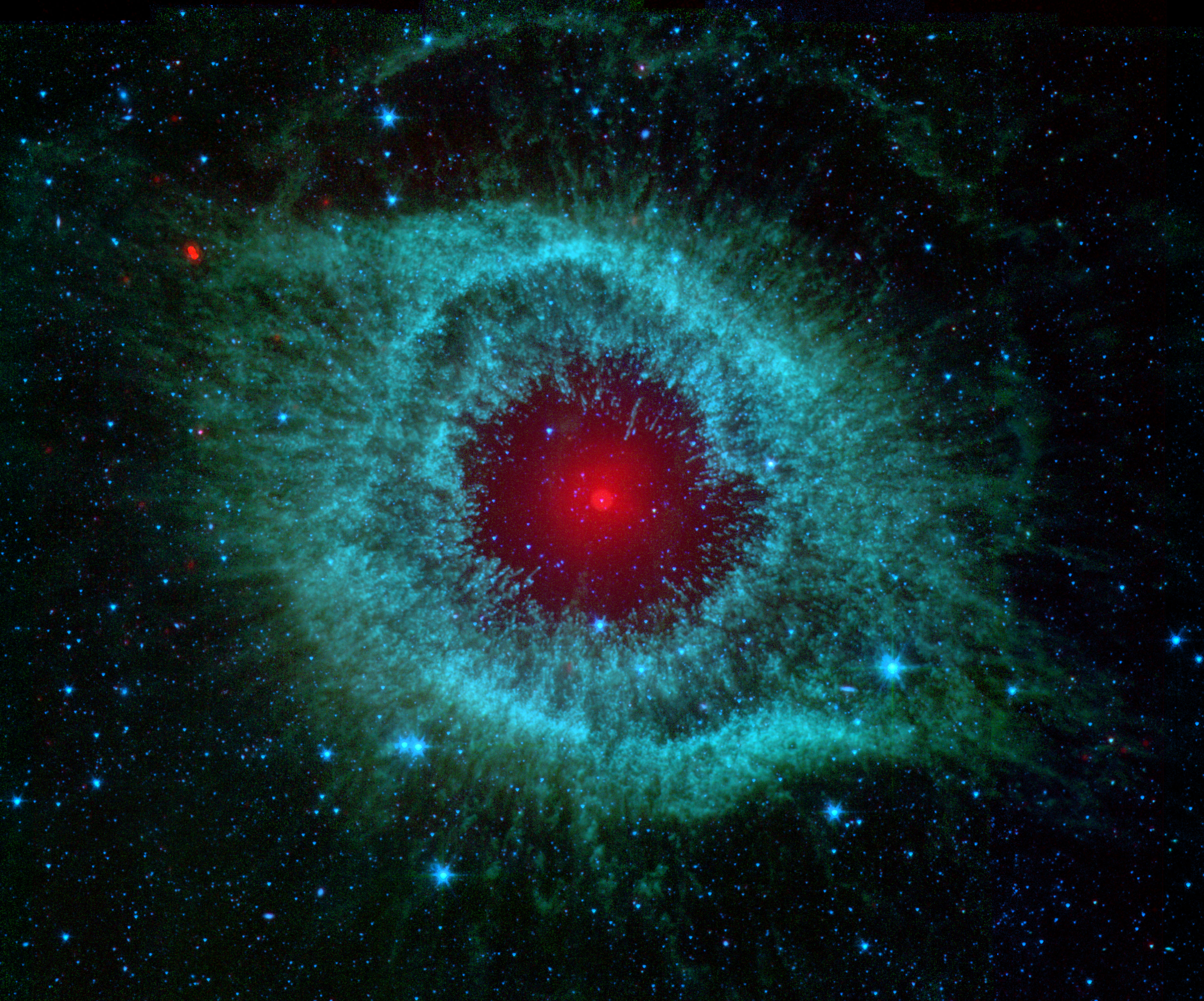
Infraroodafbeelding (Spitzer Space Telescope)

## Synoniemen
- PK 36-57.1
- ESO 602-PN22
- Caldwell 63